# Estrelleta del temps
L'estrelleta del temps (Astraeus hygrometricus), també anomenada estrelleta de la pluja, és un fong basidiomicot de l'ordre dels boletals (Boletales). Pertany al grup de les estrelletes, els pets de llop que s'obren en forma d'estrella. El gènere Astraeus està format per una sola espècie.

## Descripció
El bolet compta amb dues parts diferenciades. Una de forma globular que s'esquinça per alliberar espores i una altra carnosa que s'obre en lacínies, formant un estel, quan l'ambient és humit i favorable a la dispersió de les espores. Al més mínim contacte amb l'endoperidi (coberta que envolta la massa esporal), les espores pulverulentes surten a través d'un orifici irregular apical. L'exoperidi és higroscòpic i torna a tancar-se en temps sec.

## Distribució i hàbitat
Viu sobretot en sòls arenosos i llocs secs, boscos aclarits. És més freqüent a l'Europa meridional. Es pot trobar tot l'any.

## Galeria d'imatges

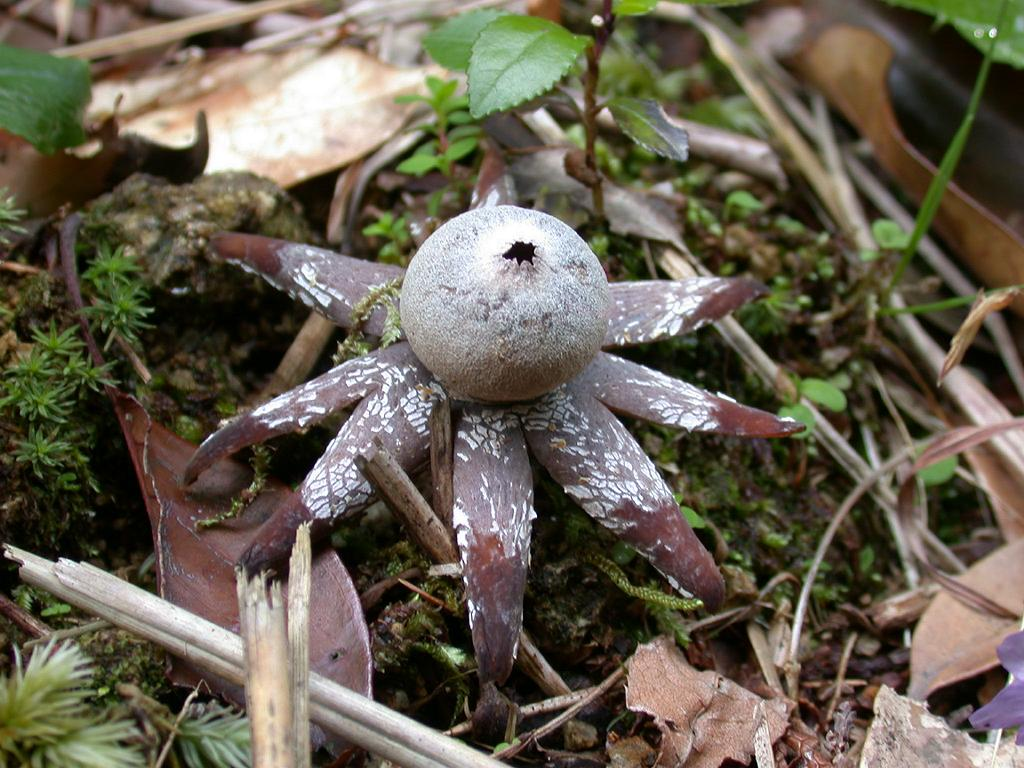
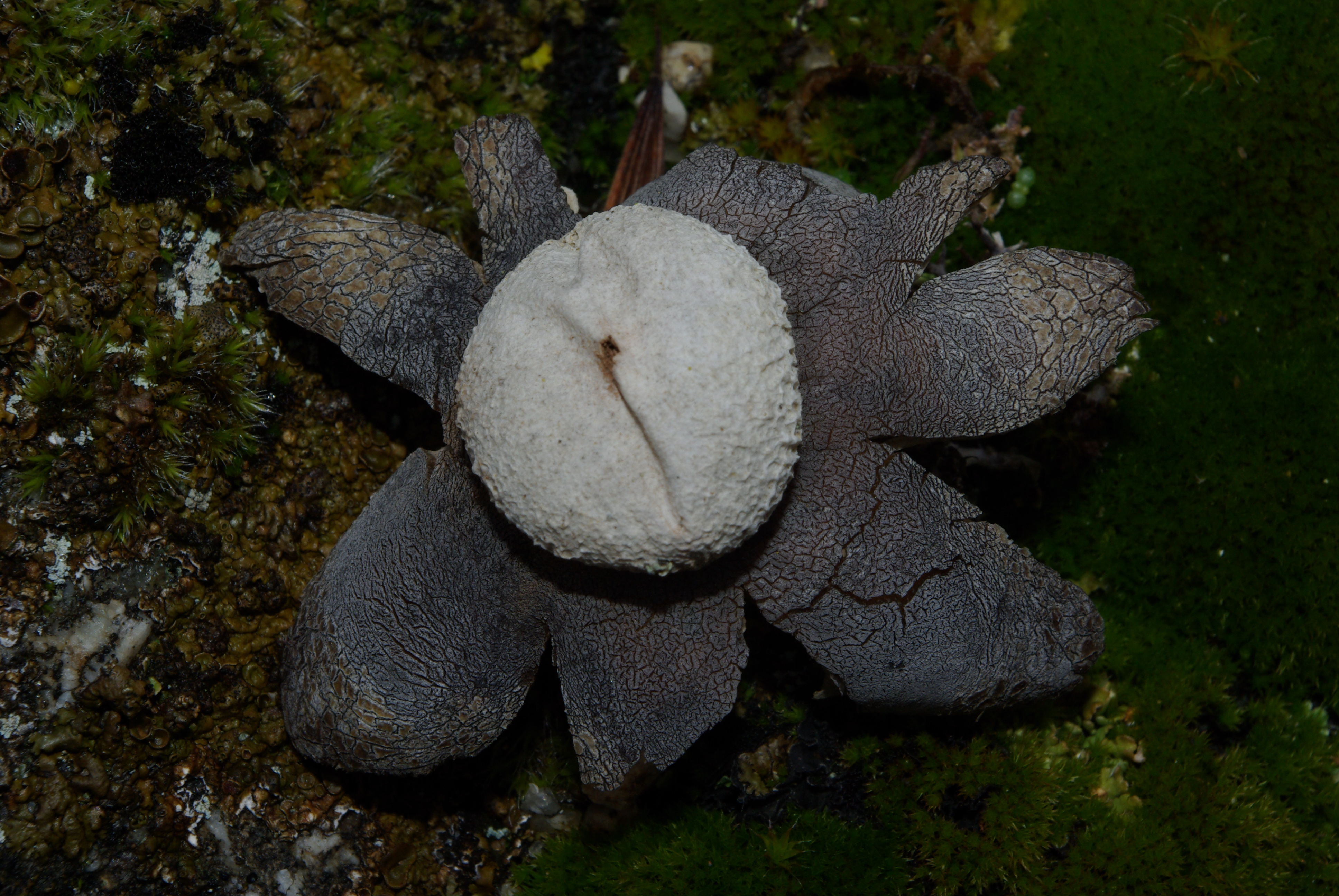
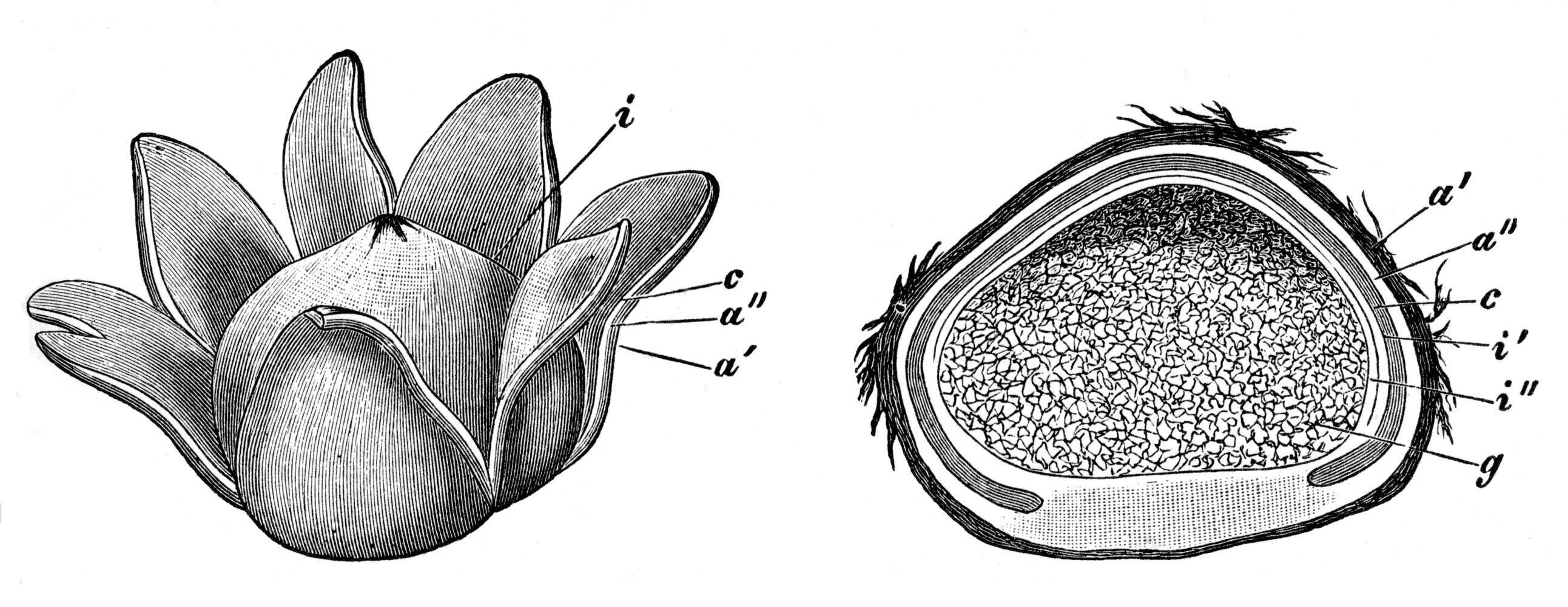
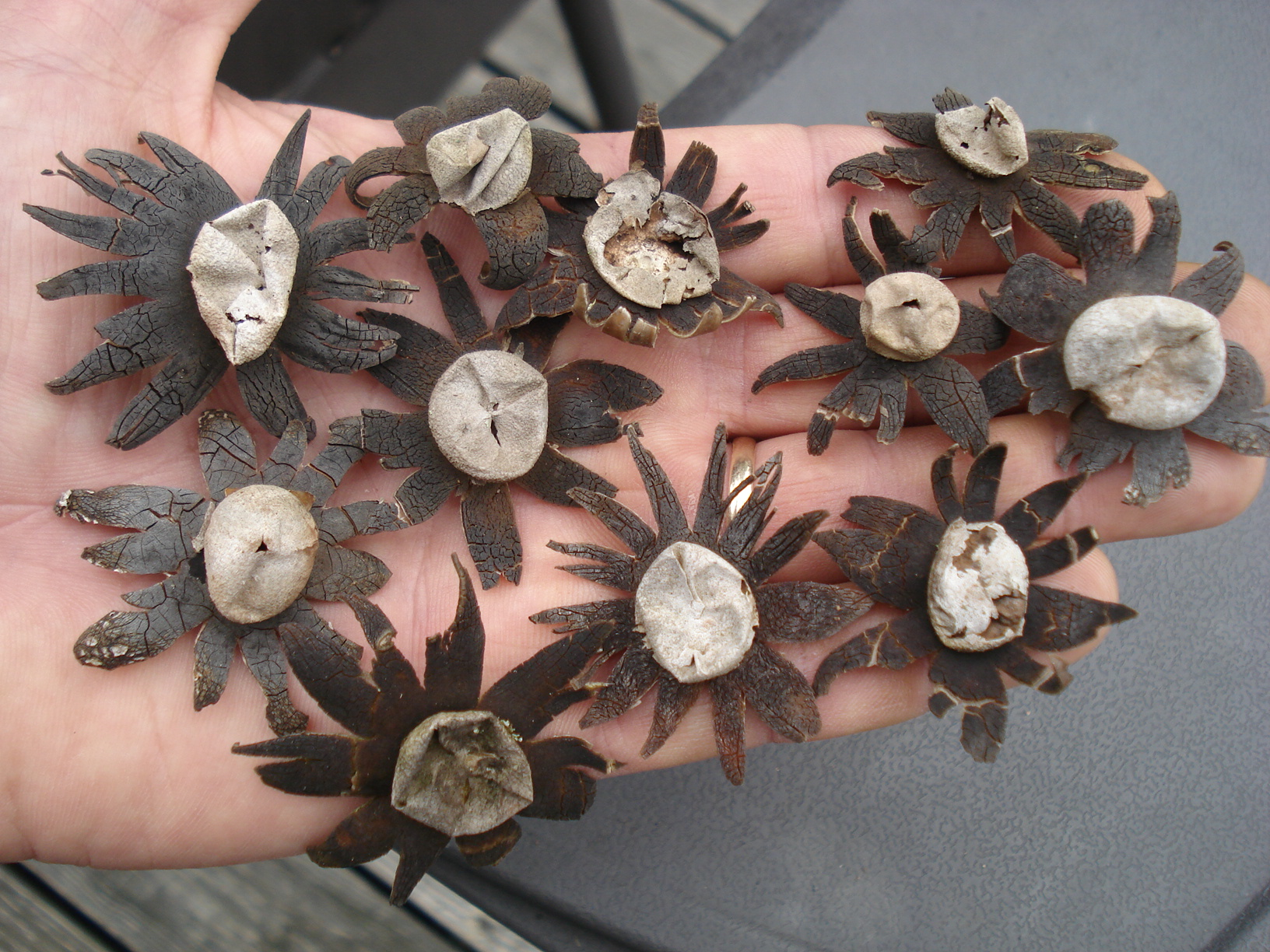
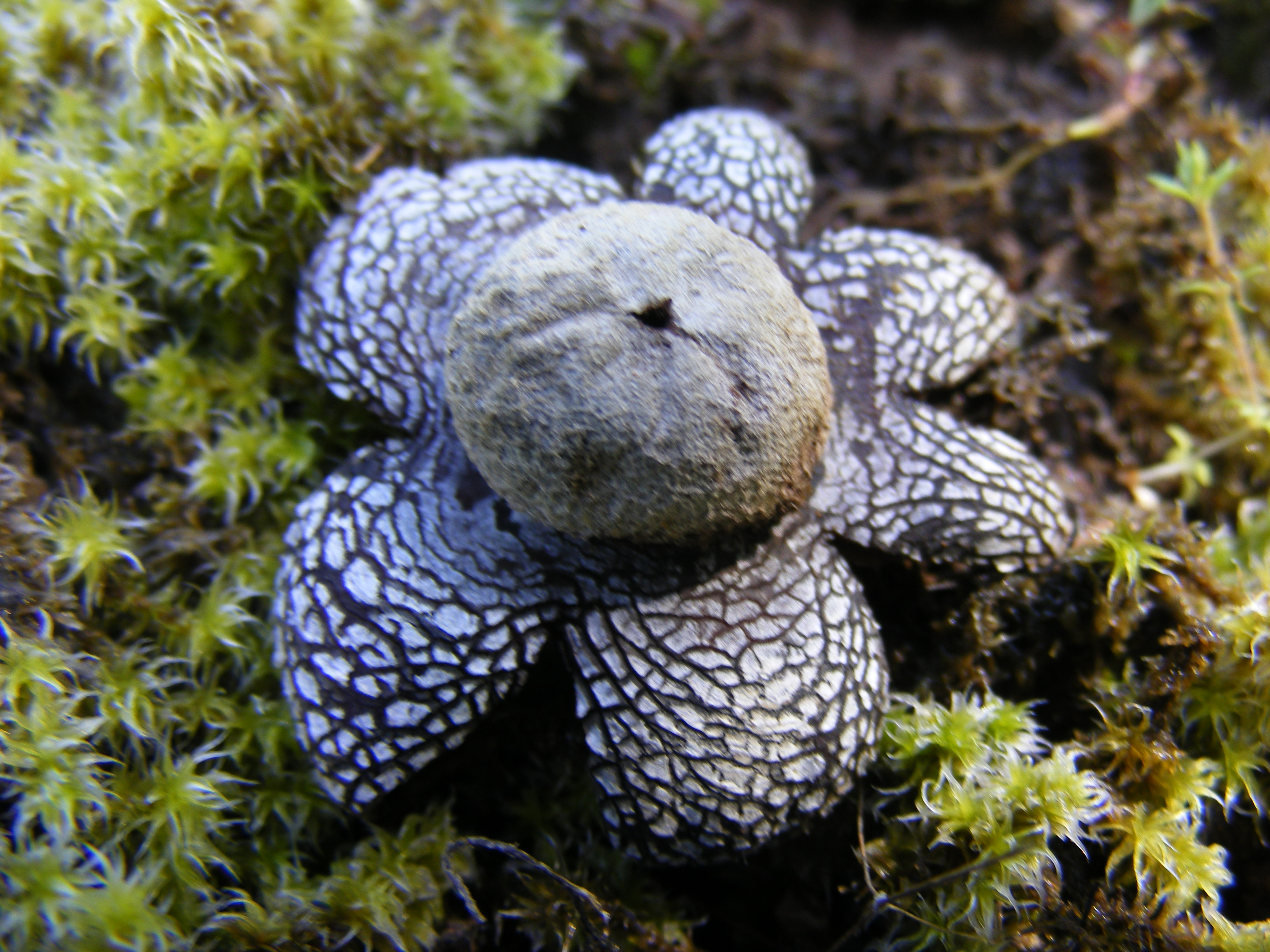
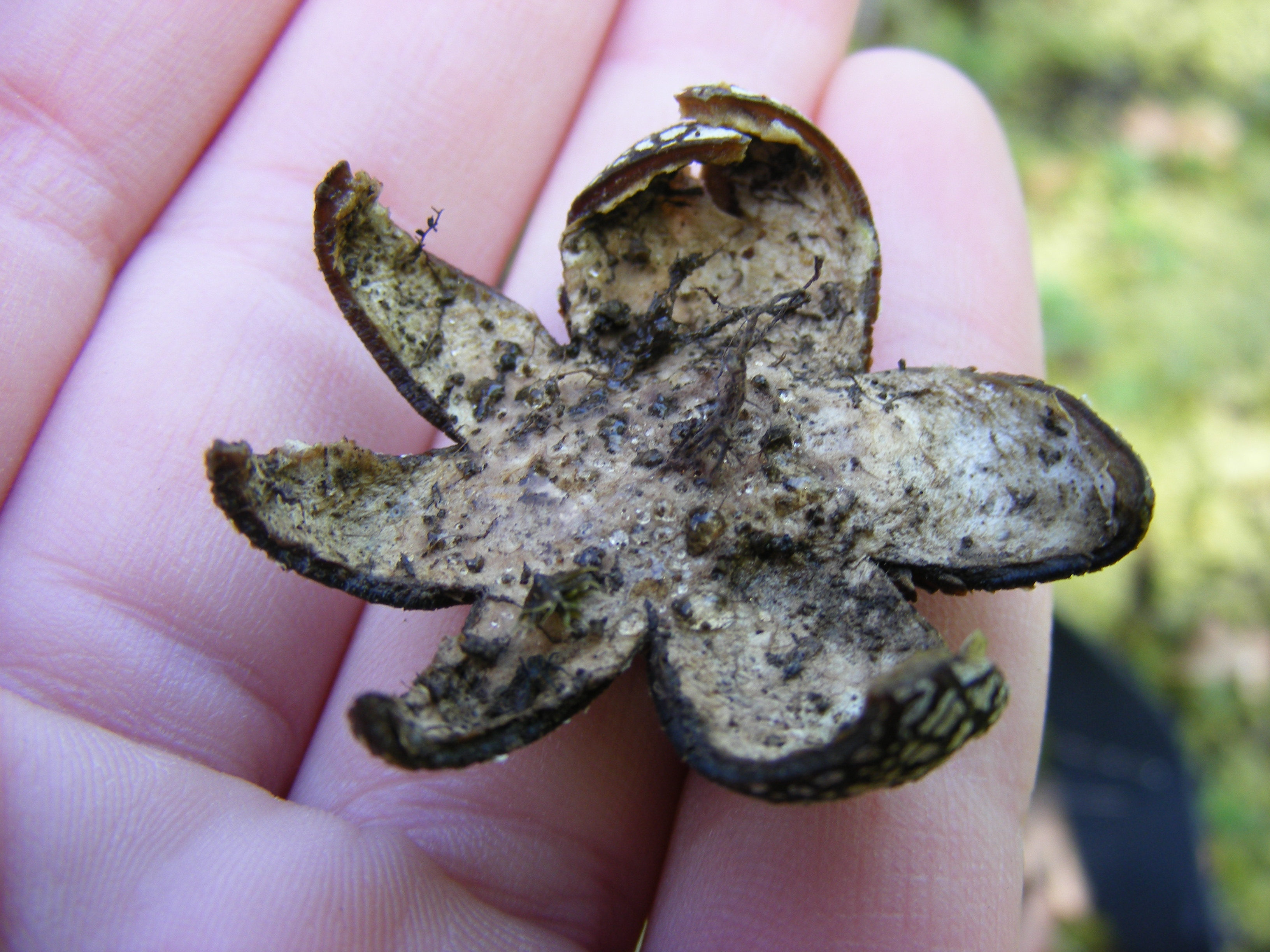
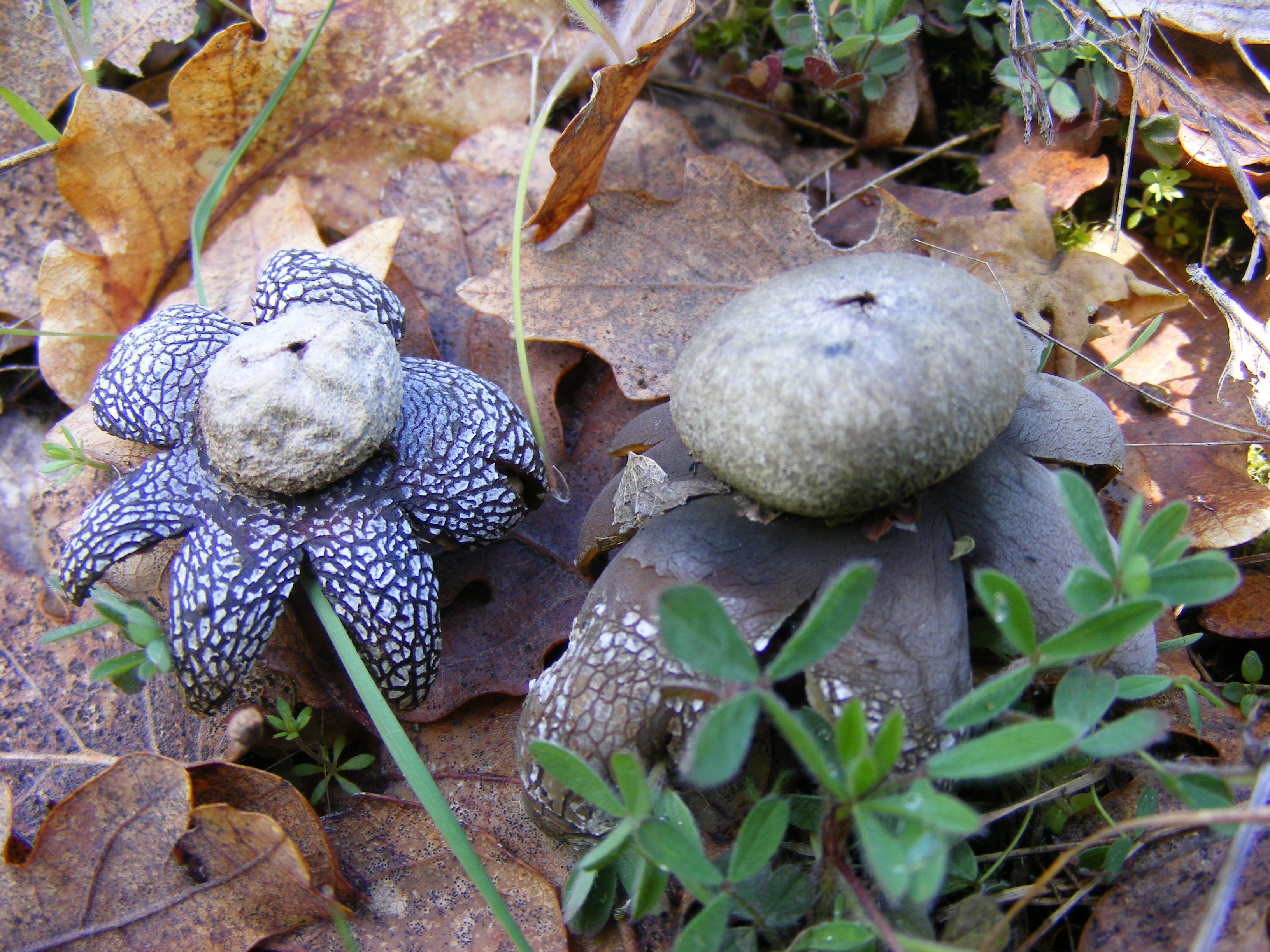
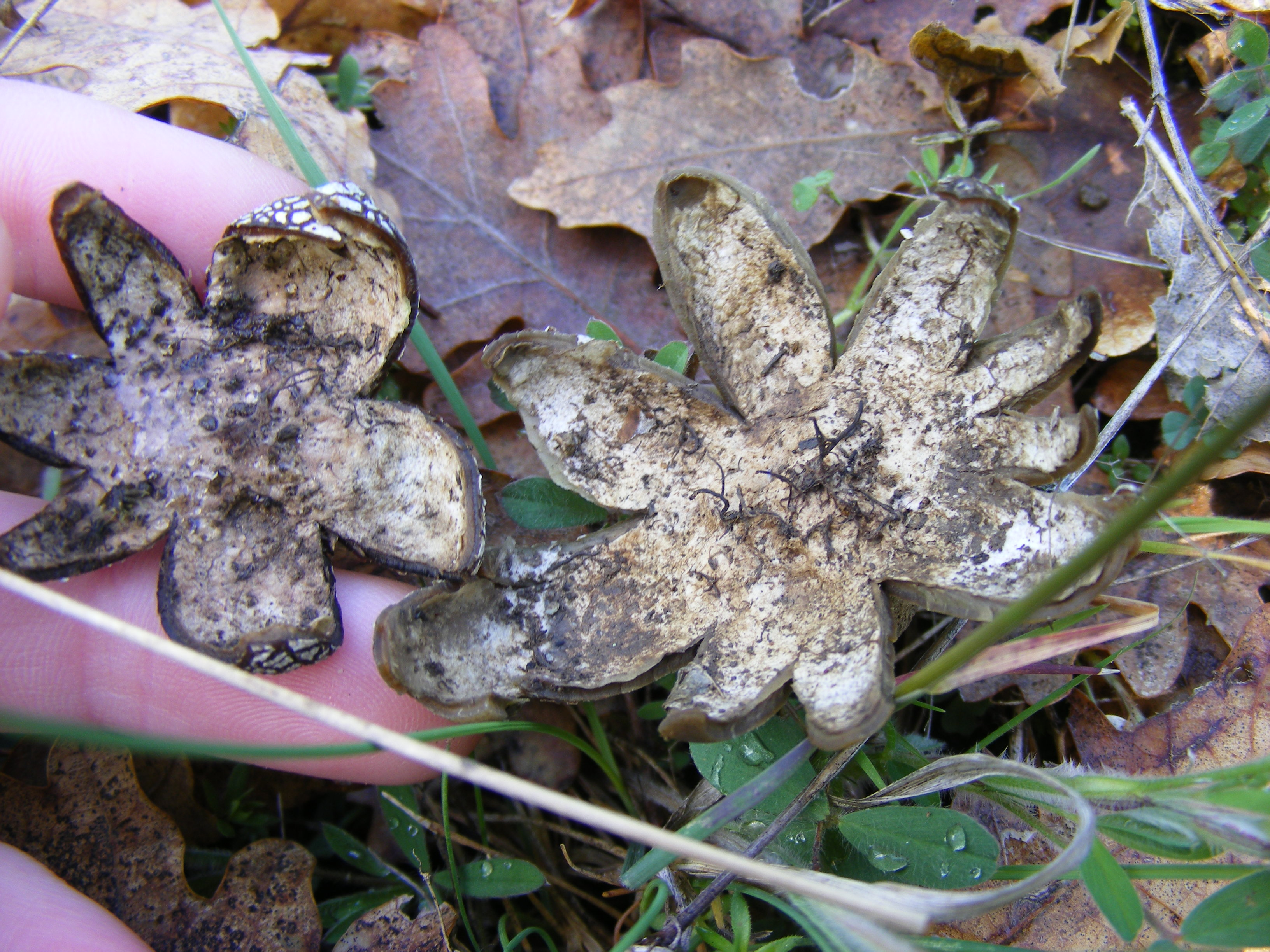
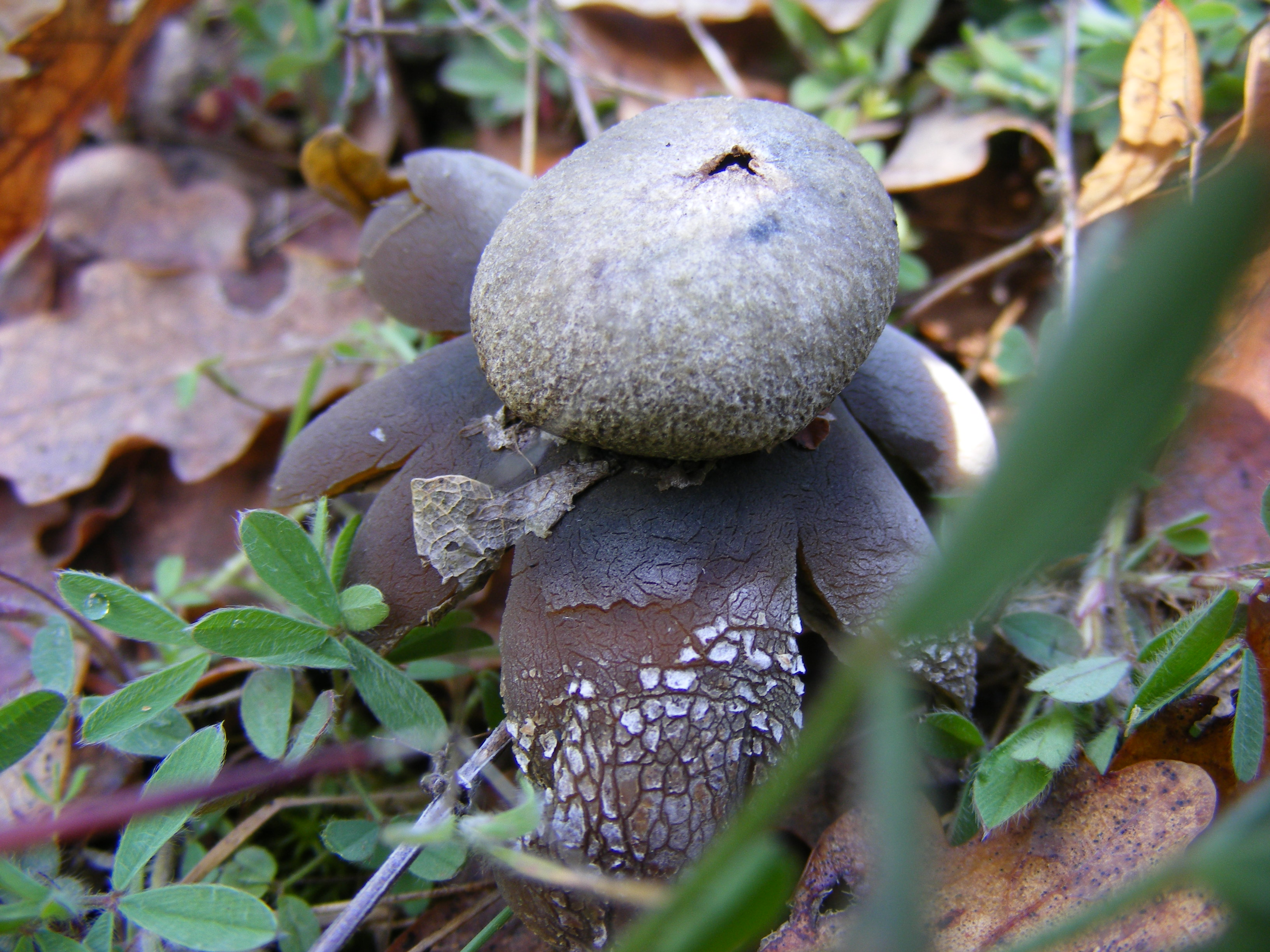
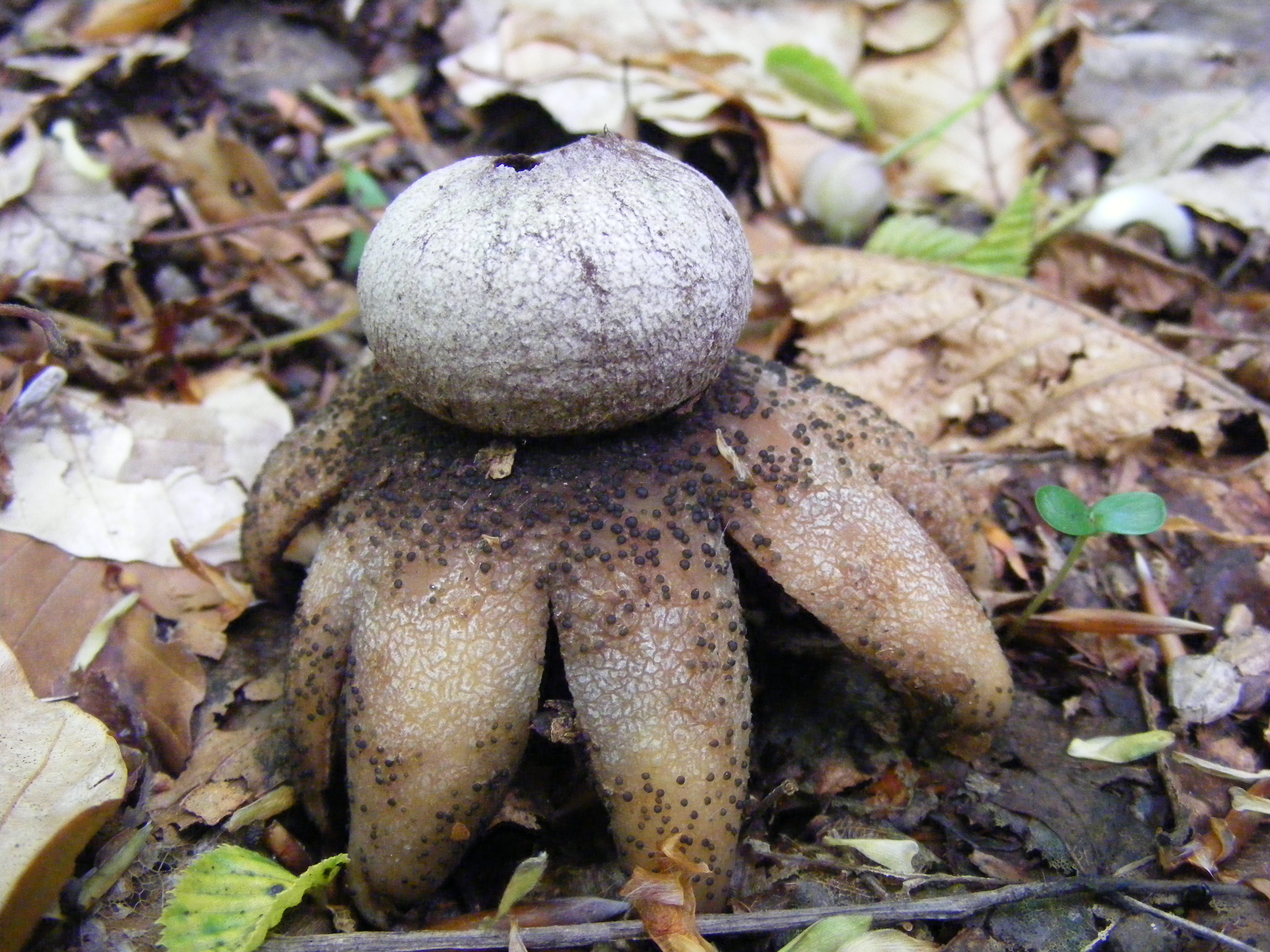
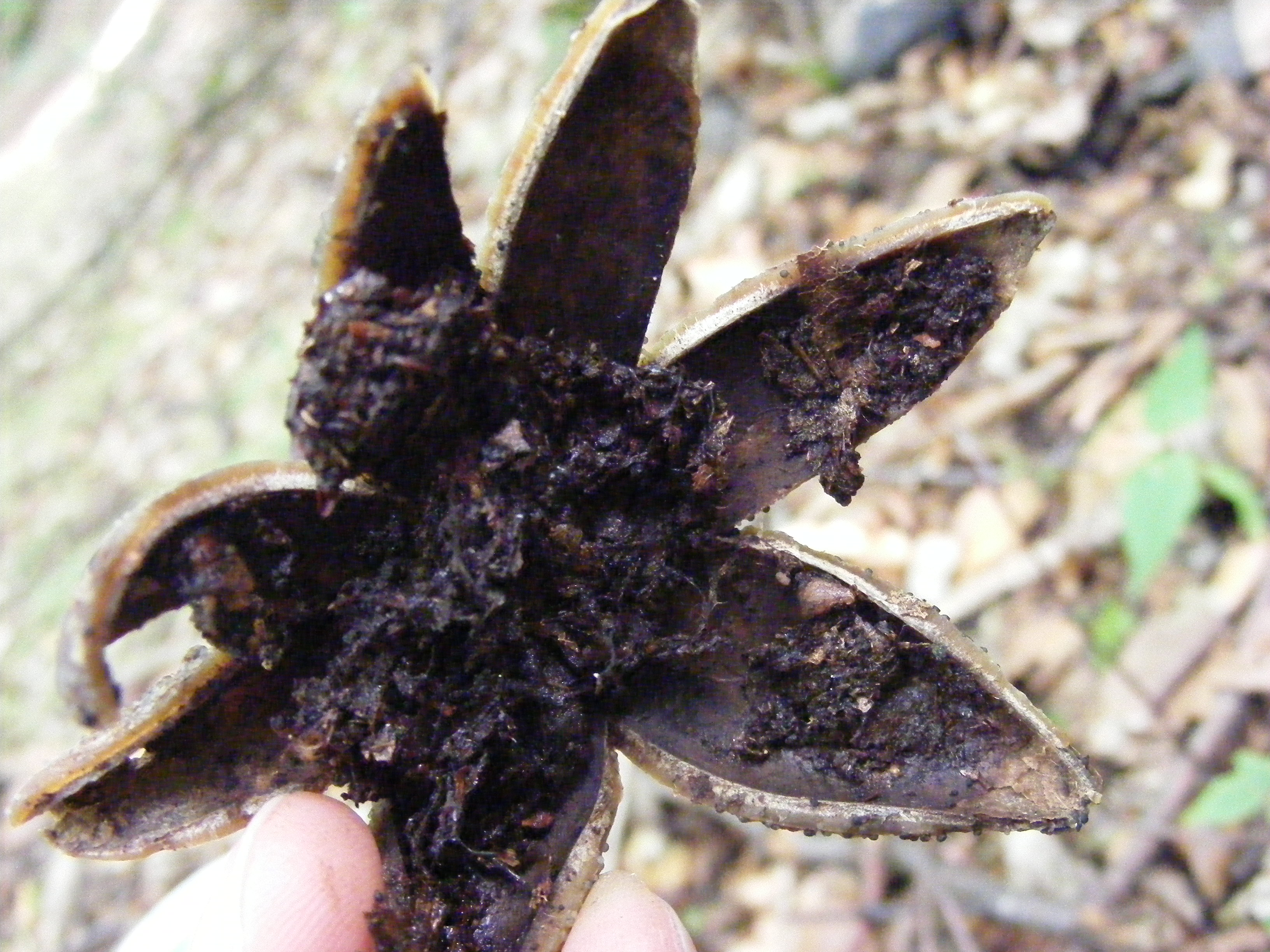